# Brenno della Torre
Brenno della Torre è una frazione del comune italiano di Costa Masnaga posta ad ovest del centro abitato verso Lambrugo.

## Storia
Brenno fu un antico comune del Milanese.
Registrato agli atti del 1751 come un villaggio di 129 abitanti, nel 1786 entrò per un quinquennio a far parte della Provincia di Como, per poi cambiare continuamente i riferimenti amministrativi nel 1791, nel 1797 e nel 1798.
Portato definitivamente sotto Como nel 1801, alla proclamazione del Regno d'Italia nel 1805 risultava avere 262 abitanti. Nel 1809 il municipio fu soppresso su risultanza di un regio decreto di Napoleone che lo unì per la prima volta a Tregolo, ma il Comune di Brenno fu restaurato nel 1816 dagli austriaci dopo il loro ritorno. Nel 1853 risultò essere popolato da 431 anime, salite a 469 nel 1861. La definitiva soppressione del municipio, che aveva cambiato nome in Brenno della Torre nel 1863, fu decisa da un decreto di Vittorio Emanuele II nel 1870 seguendo l'antico modello napoleonico, unendo nuovamente l'abitato a Tregolo nella rinata Costa Masnaga.

## Monumenti e luoghi d'interesse
L'oratorio di Sant'Ambrogio, già antica chiesa cimiteriale, fu oggetto di numerosi interventi di ristrutturazione nel corso del tempo. I lavori comportarono un allungamento della navata centrale in direzione opposta rispetto all'altare, oltre all'aggiunta delle navate laterali. All'interno della chiesa, l'altare ospita un trittico ottocentesco, realizzato da Angelo Trezzini, con il dipinto di Sant'Ambrogiocollocato in mezzo alle raffigurazioni dei santi Gervasio e Protasio.
Fuori dall'oratorio si trova un masso avello, riportato alla luce nei pressi dello stesso edificio religioso.
Non lontano dalla chiesetta, in posizione più elevata, si trovano i ruderi di un'antica fortificazione.